# Чёрная (верхний приток Тобола)
Чёрная — река в Курганской области. Протекает по территории Кетовского района и г. Кургана.

## Характеристика реки
Начинается в Илецко-Иковском бору, западнее села Введенское, в селе в неё впадает река Чернавка. Затем она протекает под автодорогой Р254 «Иртыш» и на участке 2 км протекает по болоту Займище. Далее она протекает через микрорайон Зайково города Кургана и впадает в болото, а затем течёт на протяжении 2 км и впадает в болото Островское. Затем она протекает под железной дорогой Курган — Екатеринбург, течёт через озеро Чёрное (Стакан), в котором находится отстойник, районы города Кургана Северный и Рябково, опять пересекает «Иртыш» и течёт через с. Большое Чаусово Кетовского района. Далее течёт через озеро Чёрное и через 4 км впадает в Тобол.

## Состояние реки
В 2010 прошла чистка русла реки от Проспекта Голикова и в районе Рябково.
В 2017 проведены руслоформирующие восстановительные работы в Рябково, в районе детской библиотеки имени С.Я. Маршака (ул. Анфиногенова 106). На этом участке реки началось разрушение правого берега грунтовыми водами, размываемый грунт берега выносится в русло. Длина всего участка работ составляет 300 метров, в т.ч. укрепление берега на протяжении 127 метров 35 сантиметров. Объёмы материалов для укрепления берега — 270 кубометров камня и 170 кубометров песчано-гравийной смеси.

## Данные водного реестра
По данным государственного водного реестра России относится к Иртышскому бассейновому округу, водохозяйственный участок реки — Тобол от впадения реки Уй до города Курган, речной подбассейн реки — Тобол. Речной бассейн реки — Иртыш.
Код объекта в государственном водном реестре — 14010500312111200002259.

## Притоки
- Язевка